# Terenkol
Terenkol (jusqu'en 2008: Katchiry) est un village du nord du Kazakhstan qui fait partie du raïon de Katchiry dans le district de Pavlodar. C'est le siège de l'arrondissement rural de Terenkol,.

## Géographie
Terenkol se trouve sur la rive droite de l'Irtych, à 112 kilomètres en amont de Pavlodar. Le bourg est traversé par la route nationale et internationale M38 Pavlodar — Omsk.

## Population
La population de ce bourg est en constante diminution depuis les années 1990.
En 1999, la population de cette localité s'élevait à 8 585 habitants (dont 4 178 hommes et 4 407 femmes). Selon le recensement de 2009, le nombre d'habitants s'élevait alors à 7 355 (dont 3 475 hommes et 3 880 femmes). En 2014, la population est de 7 104 habitants.

## Culte
Le village a la particularité de posséder une paroisse catholique dédiée à saint François. Elle dépend du doyenné de Pavlodar dans l'archidiocèse d'Astana.

## Personnalités nées ici
- Andreï Elguine (1899—1944) — commandant ayant pris part à la Grande Guerre patriotique, fait à titre posthume héros de l'Union soviétique (1945).
- Larissa Kataïeva (née en 1947) — poétesse soviétique et russe, essayiste, journaliste.